# Onze-Lieve-Vrouwekerk (Zevergem)
De Onze-Lieve-Vrouwekerk is de kerk van de Onze-Lieve-Vrouweparochie van het Belgische dorp Zevergem, deelgemeente van De Pinte. De kerk staat ten oosten van het dorpspleintje, omgeven door het kerkhof.

## Geschiedenis
Aanvankelijk stond er een eenbeukige kruiskerk, waarvan de geschiedenis tot de 12e eeuw zou teruggaan. Vanaf de 18e eeuw werden grote aanpassingen aan de kerk uitgevoerd. In 1768 werd een noordelijke zijbeuk gebouwd en werd de vloer verhoogd. In 1773 werden herstellingswerken uitgevoerd aan de kerk, de toren en het koor. In 1852-1855 werd een zuidelijke zijbeuk aangebouwd, identiek aan de bestaande noordelijke zijbeuk. De kruisingstoren van de kerk werd afgebroken en de kerk werd een travee naar het westen uitgebreid met een ingebouwde vierkante westertoren. Het koor en de sacristie werden behouden, maar wel verhoogd en uitgebouwd. Uit 1860 dateert een tweede sacristie. Na grote beschadigingen in de Eerste Wereldoorlog 
werd de kerk in 1922 hersteld.

## Omgeving
De kerk staat ingeplant ten oosten van het driehoekig dorpspleintje, midden het ommuurde kerkhof met fraai ijzeren toegangshek aan gietijzeren zuilen en twee flankerende linden. Links aan de ingang van de kerk, staat een stenen beeld van het Heilig Hart van Jezus van 1929. Achteraan het kerkhof staat een Calvariekapel tegen de kerkhofmuur, tevens grafkapel van pastoor J. De Clerck, van circa 1900 . Recht tegenover de kerk bevindt zich de voormalige pastorie van Zevergem waar de pastoor tot 1998 woonde, maar sinds enkele jaren uitgebaat als restaurant 'De Pastorie'.  